# 南比諾山
46°15′19″N 10°47′07″E / 46.25521°N 10.78534°E
南比諾山（義大利語：Monte Nambino），是意大利的山峰，位於該國北部，由倫巴第大區負責管轄，屬於阿達梅洛-普雷薩內拉阿爾卑斯山脈的一部分，海拔高度2,678米，每年平均降雨量1,357毫米。